# UGC 3442
UGC 3442 è una galassia a spirale visibile nella costellazione della Giraffa.
Il nucleo si presenta di forma poco ovale, abbastanza compatto; la vista è alquanto di taglio e la struttura della spirale è abbastanza nitida.
Nelle propaggini ovest del nucleo galattico vi è sovrapposta la stella GSC 4622:1093 di magn. 11,9. Molto vicina, a 0',6 in direzione ovest, vi è un'altra stella: GSC 4622:337, di magn.10,83.